# Arnold Ruge
Pour les articles homonymes, voir Ruge.
Arnold Ruge, né le 13 septembre 1802 à Bergen en Rügen et mort le 31 décembre 1880 à Brighton, est un penseur politique allemand de la gauche hégélienne (jeunes hégéliens),

## Biographie

### Jeunesse
Né à Bergen en Rügen, il étudie à Halle, Iéna et Heidelberg. En 1821, il devient membre de la fraternité de Halle, en 1822 membre de la fraternité d'Iéna et en 1823 membre de la fraternité de Heidelberg (de).
En tant que défenseur d'une Allemagne libre et unifiée, il est emprisonné pendant cinq ans en de  1825 à 1830 dans la forteresse de Kolberg, où il étudie Platon et les poètes grecs.
À sa libération il déménage à Halle et écrit plusieurs pièces de théâtre, notamment Schill und die Seinen, une tragédie - et la traduction de textes en grec ancien, comme l'Œdipe à Colone.

### Période Hégélienne
En 1837, avec E.T. Echtermeyer il fonde la revue Hallesche Jahrbücher für deutsche Wissenschaft und Kunst. Il y aborde les questions du temps, du point de vue de la philosophie hégélienne. Selon Frederick Copleston :

« Ruge partage les convictions de Hegel sur l'histoire qui est une avancée progressive vers la réalisation de la liberté, et que la liberté est atteinte dans l'État, la création de la volonté rationnelle générale. [...] En même temps, il a critiqué Hegel d'avoir rendu une l'interprétation de l'histoire qui était fermé à l'avenir, en ce sens qu'il ne laissait aucune place à la nouveauté. »

La revue Jahrbücher est détestée par le parti orthodoxe en Prusse, et est finalement supprimée par le gouvernement en 1843.
il fréquente dans les années 1840, Bruno Bauer, Feuerbach, Engels, Marx, Stirner et Bakounine. Il publie des textes, entre autres de vulgarisation de l'œuvre de Hegel et y insiste sur les questions de l'histoire et de la politique. Il est le partisan d'une révolution et d'une transformation de la société.
En 1843, à Paris, il coédite brièvement le Deutsch–Französische Jahrbücher (en) avec Karl Marx. Ruge avait peu de sympathie avec les théories de Marx sur le socialisme et, bientôt, il se retire. 
En 1846 il quitte Paris pour Leipzig, où il est tient une librairie. En février 1848, il salue avec enthousiasme la révolution parisienne et soutient le lancement d'une révolution en Allemagne. Après l'échec de la révolution de Mars, le mouvement de la gauche hégélienne est discrédité. Ruge devient l'un des premiers critiques libéraux de ce qui allait être le marxisme.

### Les révolutions de 1848
Dans le mouvement révolutionnaire de 1848, il organise l'extrême gauche au parlement de Francfort, et vit quelque temps à Berlin comme éditeur du journal Die Reform. Le gouvernement prussien intervient et bientôt Ruge part de nouveau pour Paris, espérant, grâce à son ami Alexandre Ledru-Rollin, établir des relations entre républicains allemands et français, mais en 1849 Ledru-Rollin et Ruge doivent à se réfugier à Londres.

### Les dernières années en Angleterre
À Londres, en compagnie de Giuseppe Mazzini et d'autres politiciens, il forme un "comité des démocrates européens" dont il se retire rapidement et, en 1850, Ruge déménage à Brighton pour vivre en tant que professeur et écrivain. Il y est président de la Park Crescent Residents' Association. Il réside à Brighton jusqu'à sa mort.
Il soutient le régime de Bismarck à partir de 1866. En 1866, il appuie la Prusse contre l'Autriche dans la guerre austro-prussienne, et en 1870, il soutient l'Allemagne contre la France dans la guerre franco-prussienne.
Dans ses dernières années il reçoit du gouvernement allemand, une retraite de 1000 marks. Il décède le 31 décembre 1880 à 78 ans.

## Œuvres
Ruge est un chef de file dans le domaine du libéralisme religieux et politique.
En 1846-48 son Gesammelte Schriften ont été publiés en dix volumes.
Ultérieurement, il a écrit, entre autres livres, Unser System, Revolutionsnovellen, Die Loge des Humanismus, et Aus Früherer Zeit (ses Mémoires).
Il a également écrit de nombreux poèmes et plusieurs drames et romans, et traduit en allemand divers ouvrages anglais, y compris les Letters of Junius and Buckle's History of Civilization.
Ses lettres et journal (1825-80) ont été publiés par Paul Nerrlich (Berlin, 1885-87).
Voir AW Bolin L. Feuerbach, p. 127–52 (Stuttgart, 1891).